# ローレンス・アカデミーグロトン校
ローレンス・アカデミーグロトン校（Lawrence Academy at Groton、略称：LA、Lacademy）は、アメリカマサチューセッツ州グロトンにあるボーディングスクール。アメリカで最も歴史のあるボーディングスクールの1つであり、Groton Academyの名の下、1793年、サム・ローレンスによって創立された。。
年間の学費は700万円以上、全米高校の学費ランキングでは常に上位であり、裕福な家庭の生徒が多い。大学の進学率は99%を超えており、一流大学への進学も多い。スポーツでも有名で、アメリカンフットボール、アイスホッケーなどではリーグ優勝を果たしている。日本人の生徒数は非常に少なく、入学には高い英語力が求められる。生徒のありのままの姿を尊重する自由な校風である。